# Al-Sinaa SC
Der Al-Sinaa Sport Club (arabisch نادي الصناعة الرياضي, DMG Nādī ṣ-Ṣināʿa ar-Riyāḍī) ist ein 1965 gegründeter irakischer Sportverein aus Sadr City, einem nordöstlichen Stadtteil von Bagdad. Aktuell (Stand Juli 2025) spielt der Verein in der zweiten Liga.

## Erfolge
- Irakischer Zweitligameister: 2020/21
- Irakischer Pokalsieger: 1983/84

## Stadion
Der Verein trägt seine Heimspiele im Al-Sinaa Stadium in Bagdad aus. Das Stadion hat ein Fassungsvermögen von 10.000 Personen.

## Trainer
| Trainer        | Nation | von               | bis           |
| -------------- | ------ | ----------------- | ------------- |
| Géza Vincze    | Ungarn | 1. Januar 1980    | 30. Juni 1983 |
| Wameed Muneir  | Irak   | 1. Juli 1993      | 30. Juni 1994 |
| Hassan Ahmed   | Irak   | 1. Juli 1998      | 30. Juni 2000 |
| Qahtan Chathir | Irak   | 1. Juli 2007      | 30. Juni 2013 |
| Qusay Munir    | Irak   | 14. November 2018 | 17. Juli 2019 |
| Sadeq Hanoon   | Irak   | 1. Januar 2020    | 30. Juni 2021 |